# Linda Park
Linda Park, född 9 juli 1978 i Seoul, Sydkorea, är en amerikansk skådespelare med koreansk bakgrund, främst känd för sin roll som Hoshi Sato i TV-serien Star Trek: Enterprise. 
Hon föddes i Sydkorea men växte upp i San Jose i Kalifornien och studerade drama vid Boston University. Numera är hon bosatt i Los Angeles. Hon har bland annat medverkat i Jurassic Park III och Popular. 